# Marcus Garvey Park

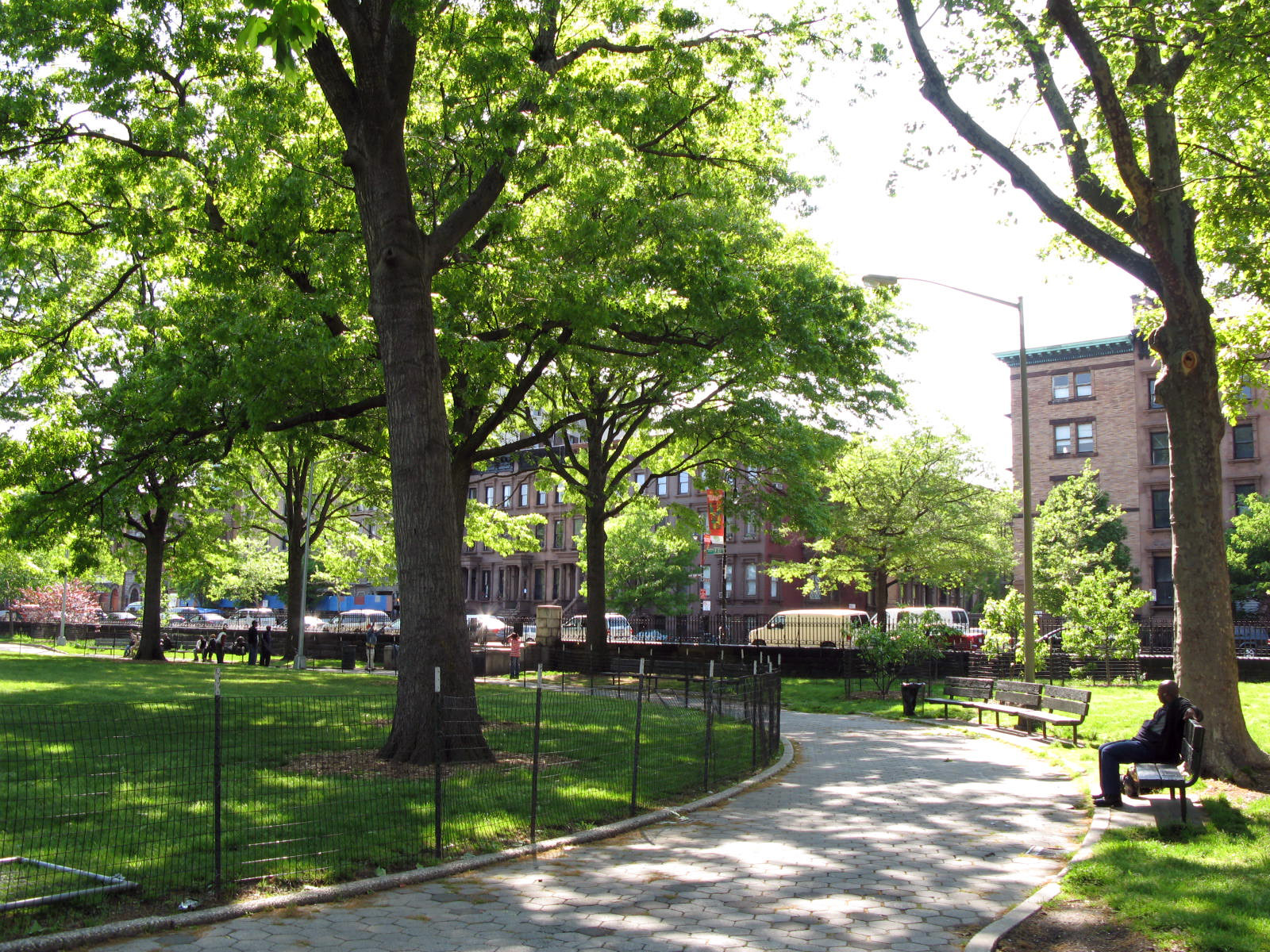
Blick auf den Park Richtung Westen.

Der Marcus Garvey Park, oder Mount Morris Park, wie er von den Anwohnern bezeichnet wird, befindet sich in Harlem im Norden von New York Citys Stadtteil Manhattan. Er wird vom New York City Department of Parks and Recreation in Stand gehalten.

## Lage
Der Marcus Garvey Park unterbricht die Fifth Avenue, die über die westliche Grenze des Parks – die Mount Morris Park West – um den Park herumgeleitet wird. Im Süden begrenzt die 120th Street und im Norden die 124th Street den Park, im Osten die Madison Avenue.

## Geschichte
Die soziale und politische Geschichte dieses Ortes reicht bis in die frühe Kolonialzeit zurück. Niederländische Siedler nannten ihn „Slangberg“ (Schlangenberg) oder Snake Hill aufgrund der dort vorhandenen Reptilien. Britische Festungen wachten über den Harlem River während des Amerikanischen Unabhängigkeitskrieges. Der Common Council wollte dieses hügelige Gebiet einebnen, um hier neue Straßen anzulegen, doch die Anwohner reichten mit Erfolg eine Petition ein, mit der sie die Bewahrung dieses Ortes als öffentlichen Park forderten. So wurde dieser über 8 Hektar (20,2 Morgen) große Park Bestandteil des Commissioners Plan von 1811, der eine Grünfläche im Norden Manhattans jenseits des Straßenrasters vorsah. 1840 wurde der Park eröffnet und hieß ursprünglich "Mount Morris Park". Als dann in diesem Viertel ein historischer Bezirk ausgewiesen wurde, erhielt dieser den Namen des Parks ("Mount Morris Park Historic District"), da auch der Park ein Teil dieses historischen Bezirks ist.
Im Sommer von 1969 fand in diesem Park das Harlem Cultural Festival statt, das mit einer Reihe von Konzerten als "Black Woodstock" bezeichnet wird. Heute kümmert sich die Nachbarschaftsinitiative Marcus Garvey Park Alliance, um vielfältige kulturelle Veranstaltungen, um Großprojekte zu fördern.
Mount Morris Park wurde 1973 in Marcus Garvey Park umbenannt. Der Anstoß zu dieser Umbenennung kam nicht aus der Nachbarschaft, sondern wurde von Bürgermeister John Lindsay politisch angestoßen, um vom City Council der Stadt New York beschlossen. Marcus Garvey war ein Verleger, Journalist, Unternehmer, Kämpfer für "black nationalism" (schwarzen Nationalismus) und Gründer der Universal Negro Improvement Association and African Communities League (UNIA-ACL). Doch obwohl seit über 30 Jahren in den Stadtplänen "Marcus Garvey Park" steht, sagen die Menschen aus der Nachbarschaft weiterhin "Mount Morris Park" zu dieser Grünfläche.

## Wachturm

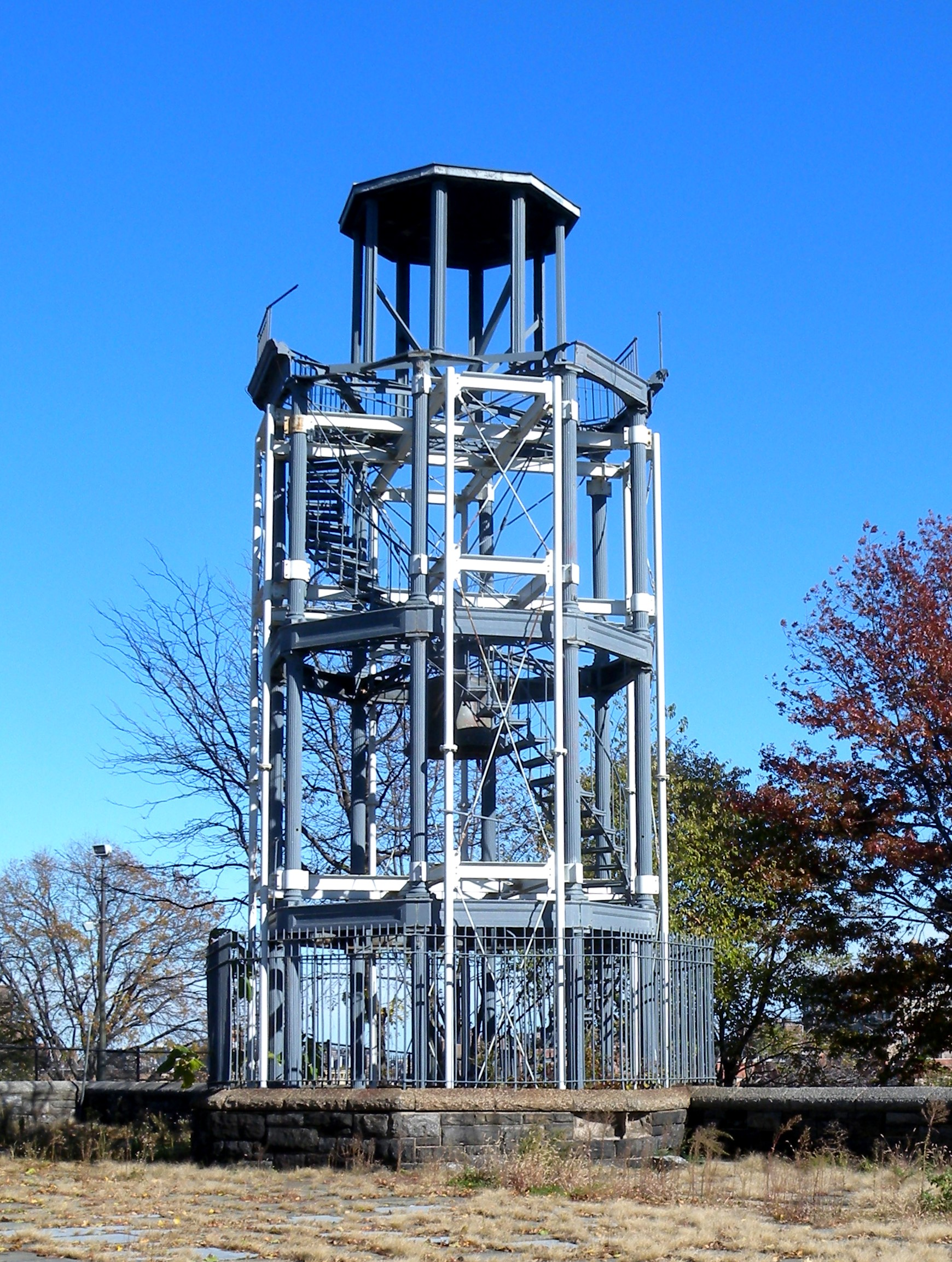
Auf der Anhöhe im Marcus Garvey Park befindet sich dieser alte Feuerwachturm aus dem 19. Jahrhundert.

Mit der Zeit wurde der Park, durch verschiedene bauliche Maßnahmen ergänzt. Ein Feuerwachturm (Harlem Fire Watchtower) wurde von Julius Kroehl entworfen und 1856 errichtet. Er befindet sich in der Mitte des Marcus Garvey Parks auf einem künstlichen Plateau, das "The Acropolis" genannt wird. Dieser Feuerwachturm erlaubte an jener erhöhten Stelle einen guten Überblick über die Gegend, um in der Zeit vor der Erfindung des Telefons nach Feuern Ausschau zu halten – nicht zuletzt da zu einer Zeit viele Häuser noch aus Holz gebaut waren und sich dadurch Brände rasant ausbreiten  und dadurch die ganze Stadt bedrohen konnten. Im Turm befindet sich immer noch eine gut 4,5 Tonnen schwere Glocke, die von Jones & Hitchcock gegossen wurde, um bei Feuer Alarm zu schlagen. Der über 14 Meter (47 Fuß) hohe Gusseisen-Turm ist der einzig verbliebene von über elf solcher Türme, die in New York City für diesen Zweck erbaut wurden und ist heute einzigartig in den USA. 1967 wurde er unter Denkmalschutz gestellt.

## Einrichtungen
Ein Umbau des Mount Morris Parks in den 1930er Jahren fügte ein Gemeindezentrum und ein Gesundheitszentrum für Kinder hinzu. Derzeit verfügt der Park über das Pelham Fritz Recreation Center, das nach einem bekannten Parkarbeiter benannt wurde und ein Amphitheater, die sich beide an der Westseite des Parks auf Höhe der 122nd Street befinden. Ein Schwimmbad wurde an der Nordseite des Parks errichtet sowie zwei Spielplätze für Kleinkinder und Kinder mit Behinderung, die 1993 angelegt wurden. Größere Baumaßnahmen erfolgten 2002, 2004 und 2005, um den Eingang zum Schwimmbad und die Parkanlagen aufzuwerten. In der Südwest-Ecke des Parks befindet sich ein Little-League-Baseballfeld. In der Südost-Ecke befindet sich ein Hundelaufplatz, der mit Rindenmulch bedeckt ist.